# سيزار فيغيروا
سيزار فيغيروا (بالإسبانية: César Figueroa)‏ مواليد 19 أكتوبر 1977 في مدينة مكسيكو، المكسيك، هو ملاكم محترف مكسيكي يصنف ضمن فئة الوزن الخفيف.

## إحصائيات
خاض خلال مسيرته 39 نزالا، فاز في 30 وتعادل في 2 وخسر في 7. فاز بالضربة القاضية في 22 نزالا.

## روابط خارجية
- سيزار فيغيروا على موقع بوكس ريك (الإنجليزية) (registration required)